# Komisija za standardizacijo zemljepisnih imen Vlade Republike Slovenije
Stalna komisija Vlade Republike Slovenije 

## Ustanovitev komisije
Komisijo za standardizacijo zemljepisnih imen Vlade Republike Slovenije (KSZI VRS) je ustanovila Vlada Republike Slovenije 14. septembra 1995. K temu so jo zavezovale resolucije Organizacije združenih narodov, ki skrbi za vsa zemljepisna imena na svetu in od držav članic zahteva ustanovitev nacionalnih organov za standardizacijo zemljepisnih imen. 
Na začetku leta 2005 je Vlada RS komisijo pomotoma ukinila, nato pa jo čez nekaj mesecev ponovno ustanovila. Delovanje komisije je prenesla na Geografski inštitut Antona Melika ZRC SAZU, njeno financiranje pa zagotovila na proračunski postavki Ministrstva za okolje in prostor za Geodetsko upravo Republike Slovenije. Člani komisije so predvsem geografi in slavisti ter predstavniki nekaterih ministrstev oziroma njihovih organizacijskih enot.

## Naloge komisije
KSZI VRS v grobem deluje na:
- nacionalni ravni, kjer opravlja naloge, kakršne ji nalagajo zakoni in drugi akti (na primer Zakon o določanju območij ter o imenovanju in označevanju naselij, ulic in stavb (ZDOIONUS), po katerem KSZI VRS obravnava in daje soglasje k spremembam vseh imen naselij in ulic v Sloveniji), odloča o vlogah fizičnih in pravnih oseb, postopoma ureja nered na področju zemljepisnih imen v Sloveniji, sodeluje pri pripravi zakonskih aktov, podaja predloge pravopisnih sprememb glede zemljepisnih imen, sodeluje z Inštitutom za standardizacijo, sprejema standardizacijske dokumente in podobno;

- mednarodni ravni, kjer KSZI VRS pripravlja standardizacijske dokumente za OZN (na primer Concise Gazetteer of Slovenia s standardiziranimi zemljepisnimi imeni na zemljevidu Slovenije v merilu 1 : 1.000.000), deluje v imenoslovnih organih OZN, se v imenu Slovenije udeležuje srečanj na sedežu OZN in na sestankih drugod po svetu, zastopa interese Slovenije v našem jezikovno-zemljepisnem oddelku in podobno.

## Mednarodno povezovanje
OZN je za reševanje mednarodnih in nacionalnih problemov na področju zemljepisnih imen ustanovila krovno imenoslovno telo UNGEGN (United Nations Group of Experts on Geographical Names 'Izvedenska skupina Združenih narodov za zemljepisna imena'), ki ima po svetu 22 tako imenovanih regionalnih jezikovno-zemljepisnih delovnih skupin, med katerimi je tudi ECSEED (East Central and South-East Europe Division 'Vzhodnosrednjeevropski in jugovzhodnoevropski jezikovno-zemljepisni oddelek), katerega člani so nacionalni organi posameznih držav s tega območja, tudi Slovenija oziroma KSZI VRS.

## Moč poimenovanja
Vprašanje zemljepisnih imen lahko povzroča tudi mednarodne spore širših razmerij, kot na primer spor med Japonsko in Južno Korejo glede imena Japonsko/Korejsko morje ali spor med Makedonijo in Grčijo glede imena države. Podoben spor je tudi med Slovenijo in Hrvaško glede Piranskega zaliva oziroma »Savudrijske vale«. Tudi vprašanje slovenskih krajevnih imen na avstrijskem Koroškem je že dolgo časa politično vprašanje.

## Raba zemljepisnih imen v slovenščini
Register zemljepisnih imen  Arhivirano 2009-04-02 na Wayback Machine.
Toponimska navodila za Slovenijo  Arhivirano 2009-02-20 na Wayback Machine.
Slovar toponimske terminologije  Arhivirano 2009-02-20 na Wayback Machine.
Seznam tujih zemljepisnih imen v slovenskem jeziku;  Arhivirano 2009-02-20 na Wayback Machine.
Zgoščeni imenik zemljepisnih imen Slovenije 
Abecedni seznam imen držav 
Seznam tujih zemljepisnih imen v slovenskem jeziku - STZI  Arhivirano 2010-05-08 na Wayback Machine.
Slovenski eksonimi, 